# Symphlebia jamaicensis
Symphlebia jamaicensis là một loài bướm đêm thuộc phân họ Arctiinae, họ Erebidae.